# In der Schüssel
In der Schüssel ist der Name eines vergletscherten Tals im Norden des Alexander-von-Humboldt-Gebirges in Neuschwabenland (Antarktika), das während der Deutschen Antarktischen Expedition 1938/39 entdeckt wurde. Die erste kartographische Darstellung erfolgte durch Otto von Gruber für den 1942 erschienenen Expeditionsbericht. Auf norwegischen topographischen Karten der 1960er Jahre trägt das Tal den Namen Grautfatet (norwegisch für Grützengericht).

## Geographie
Das Tal hat eine Nord-Süd-Ausdehnung von etwa sechs Kilometer und zehn Kilometer in Ost-West-Richtung mit einer breiten Öffnung nach Westen zum Somow-Gletscher und einem vergletscherten Gebirgspass nach Nordosten, der den Namen Am Überlauf erhielt. Das Eis im Talgrund ist weitgehend von einer Obermoräne bedeckt. Die Oberfläche des Somow-Gletschers westlich des Talausgangs sinkt von 1700 auf 1600 m über dem Meeresspiegel ab und liegt damit bis zu 120 m höher als die Eisoberfläche im Tal, deren tiefster gemessener Punkt 1580 m beträgt. Dadurch ist das Tal derzeit abflusslos und die Obermoräne wird durch den Zustrom des Eises vom Somow-Gletscher gegen die Berge im Osten gedrängt, was zu einer girlandenartigen Form dieser Moräne führt.

## Wissenschaftliche Arbeiten
Während der GeoMaud-Expedition 1995/96 wurden die das Tal umgebenden Berge geologisch kartiert und auf dem sehr langsam fließenden Eis des Talbodens Wärmestrommessungen durchgeführt, die einen ungewöhnlich hohen Wärmefluss in der darunterliegenden Erdkruste nachwiesen. Durch Bodenradar-Messungen wurde auch die Mächtigkeit des Eises und die Struktur des Felsuntergrundes untersucht. Der Felsuntergrund des Tales weist zwei V-förmige Kerbtäler auf, eines vom Südrand bei der Lose Platte, das nach Nordwesten verläuft und eines, das vom Ostrand der Bergkette nach Western verläuft. Beide Täler vereinigen sich am westlichen Ausgang von In der Schüssel, dort erreicht die Mächtigkeit des Talgletschers über 1000 Meter.